# Західний Грикваленд

Бурські республіки та держави Гриква в Південній Африці, ХІХ ст.

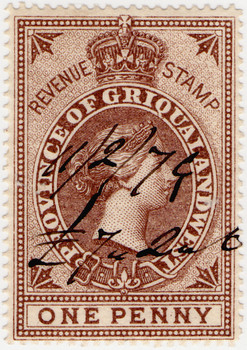
Дохідна марка Західного Грикваленду номіналом один пенні 1879 року.

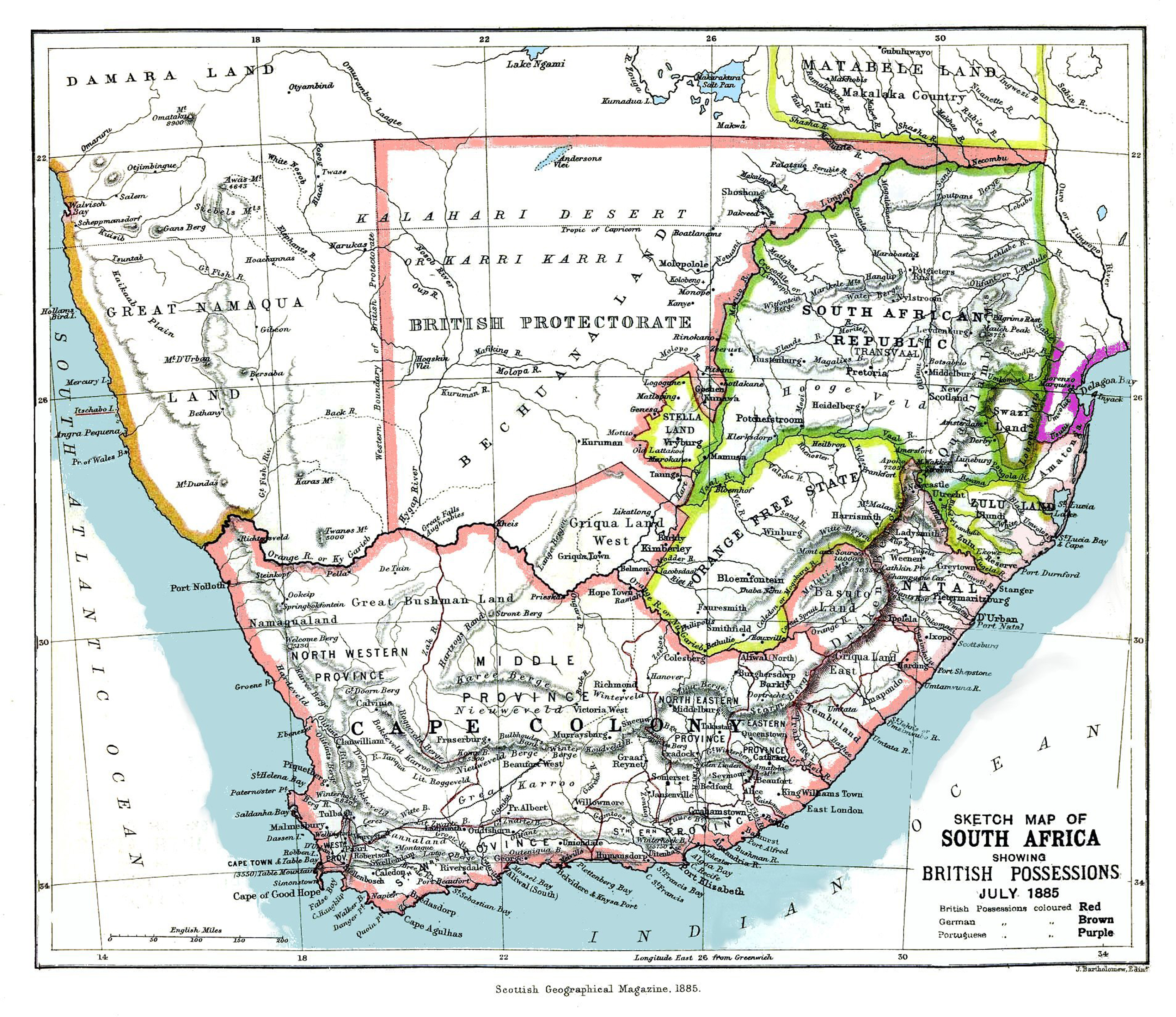
Західний Грикваленд (у центрі карти) в Південній Африці, липень 1885 року.

28°45′00″ пд. ш. 24°46′00″ сх. д. / 28.75° пд. ш. 24.76666667° сх. д.
Західний Грикваленд — територія в центральній частині Південної Африки площею 40 тис. км 2, що зараз є частиною Північнокапської провінції. Його населяли люди гриква — напівкочовий, африкаанскомовний народ змішаного расового походження, який заснував кілька держав за межами Капської колонії, що розширювалася. Його також населяли народи тсвана і койсани, що проживали тут раніше.
У 1873 році він був проголошений британською колонією зі столицею в Кімберлі, а в 1880 році був анексований Капською колонією. Коли в 1910 році було створено Південно-Африканський Союз, Західний Грикваленд був частиною Капської провінції, але продовжував мати власні «провінційні» спортивні команди.

## Рання історія
Корінним населенням цього району були народи кой-хой і бушмени, які були мисливцями-збирачами або скотарями. Рано до них приєдналися землероби батсвана, які мігрували у цю територію з півночі. Протягом усієї історії краю, аж до наших днів вони складаи більшість населення. На початку ХІХ століття вся територія стала під домінуванням могутнього народу Гриква, який дав назву регіону.

## Незалежна держава Гриква

### Походження народу Гриква
Гриква — змішаний народ, який походить від змішаних шлюбів між голландськими колоністами Капської колонії та койхой, які вже там проживали. Вони перетворилися на напівкочову африкаанськомовну націю вершників, які мігрували з Капської колонії та створили короткочасні держави на кордонах колонії, подібні до козацьких спільнот Східної Європи.
Голландська Ост-Індська компанія (ГОІК) не мала на меті, щоб Капська колонія на південному краю Африки стала політичним утворенням. Коли вона розширювалася та ставала більш успішною, її лідери не турбувалися про кордони. Кордон колонії був невизначеним і змінювався за примхою окремих людей. Незважаючи на те, що ГОІК, безсумнівно, виграла від торгових і пастирських зусиль трекбурів, вона мало контролювала або підтримувала їх у пошуках землі. Висока частка неодружених голландських чоловіків призвела до того, що вони брали в дружини і супутниці корінних жінок, в яких народжувалися діти змішаної раси. Вони значно виросли до спільноти, яка розмовляла голландською мовою та відіграло важливу роль у розвитку колонії.
Ці діти не досягли соціального чи юридичного статусу, наданого їхнім батькам, головним чином через те, що колоніальні закони визнавали лише християнські форми шлюбу. Цю групу стали називати бастерами, або бастардами. Колоністи, у своїй напіввійськовій відповіді на опір повстанців з боку народів Кхой і Сан, охоче закликали бастерів до командос. Це гарантувало, що чоловіки навчилися вести військові дії з легким озброєнням.

### Міграції гриква

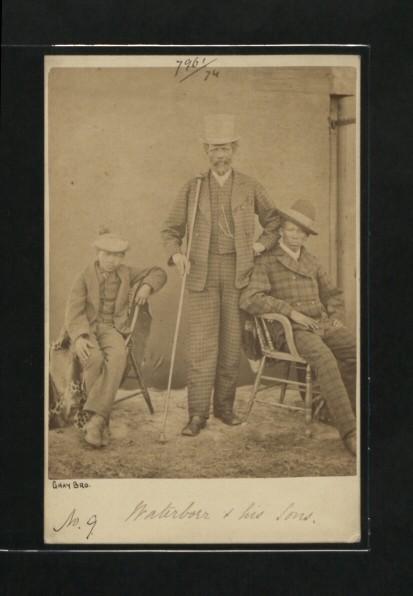
Каптейн Гриква Андріс Вотербур і його сини

Озброєні рушницями та кіньми, багато бастерів, які були завербовані на війну, замість цього вирішили покинути своє батьківське товариство та жити напівкочовим життям за межами колонії. У результаті потік незадоволених голландськомовних професійних стрільців, які залишили колонію, перешкоджав голландським можливостям укомплектувати своїх командос. Це також створило войовничі, досвідчені групи незалежних вояків, які переслідували корінне населення вздовж Помаранчевої річки. Звільнившись від колоній, ці групи назвали себе Урлам. Зокрема, стала сумно відомою група під керівництвом Клааса Африканера. Він привернув достатню увагу голландської влади, щоб у 1761 році його спіймали, віддали в колонію та вислали на острів Роббен.
Однією з найвпливовіших груп Урлама була «Гриква». У ХІХ столітті Гриква контролювала кілька політичних утворень, якими керували каптейни або каптини (голландською мовою означає «капітан», тобто лідер) та їхні ради з власними писаними конституціями. Гриква також в основному вживали мову африкаанс.
Адам Кок I, перший капітан Гриква, визнаний британцями, спочатку був рабом, який купив власну свободу. Він повів свій народ на північ із внутрішньої частини Капської колонії. Ймовірно, через дискримінацію щодо його народу, вони знову рушили на північ — цього разу за межі колонії, зайнявши території, які раніше контролювали народи сан і тсвана. Ця територія, де оселилася більшість нації Гриква, була біля річки Оранжева, на захід від Оранжевої вільної держави та на південній околиці Трансваалю. Він став називатися Західний Грикваленд, а територія була зосереджена в його столиці «Клаарвотер», пізніше перейменованому в Гриквастад («Грикватаун»).

### Династія Ватербурів і Грікваленд Захід
У той час як більша частина народу Гриква тепер осіла, багато хто залишився кочовиком, і народ Адама Кока пізніше розділився на кілька напівкочових націй. Після значного розколу частина народу Гриква мігрувала на південний схід під керівництвом сина Адама Кока Адама Кока II (на південний схід вони пізніше заснували Філіпполіс, а потім Східний Грикваленд.
У початковій області, яка тепер називалася Західний Грикваленд, Андріс Вотербур перебрав контроль і заснував могутню династію Вотербоерів. Каптейни Вотербури правили регіоном до напливу європейців, що супроводжував відкриття алмазів, і певною мірою після цього. У 1834 році Капська колонія визнала права Вотербура на його землю та людей. З ним було укладено договір про платність користування землею для видобування корисних копалин. В обох Гриквалендах, Східному та Західному, Гриква демографічно перевершув народ банту, що жив тут раніше, а в деяких районах — європейські поселенці, і таким чином два Грикваленди зберігали свою ідентичність Гриква лише завдяки політичному контролю.

## Алмазні родовища та земельні суперечки

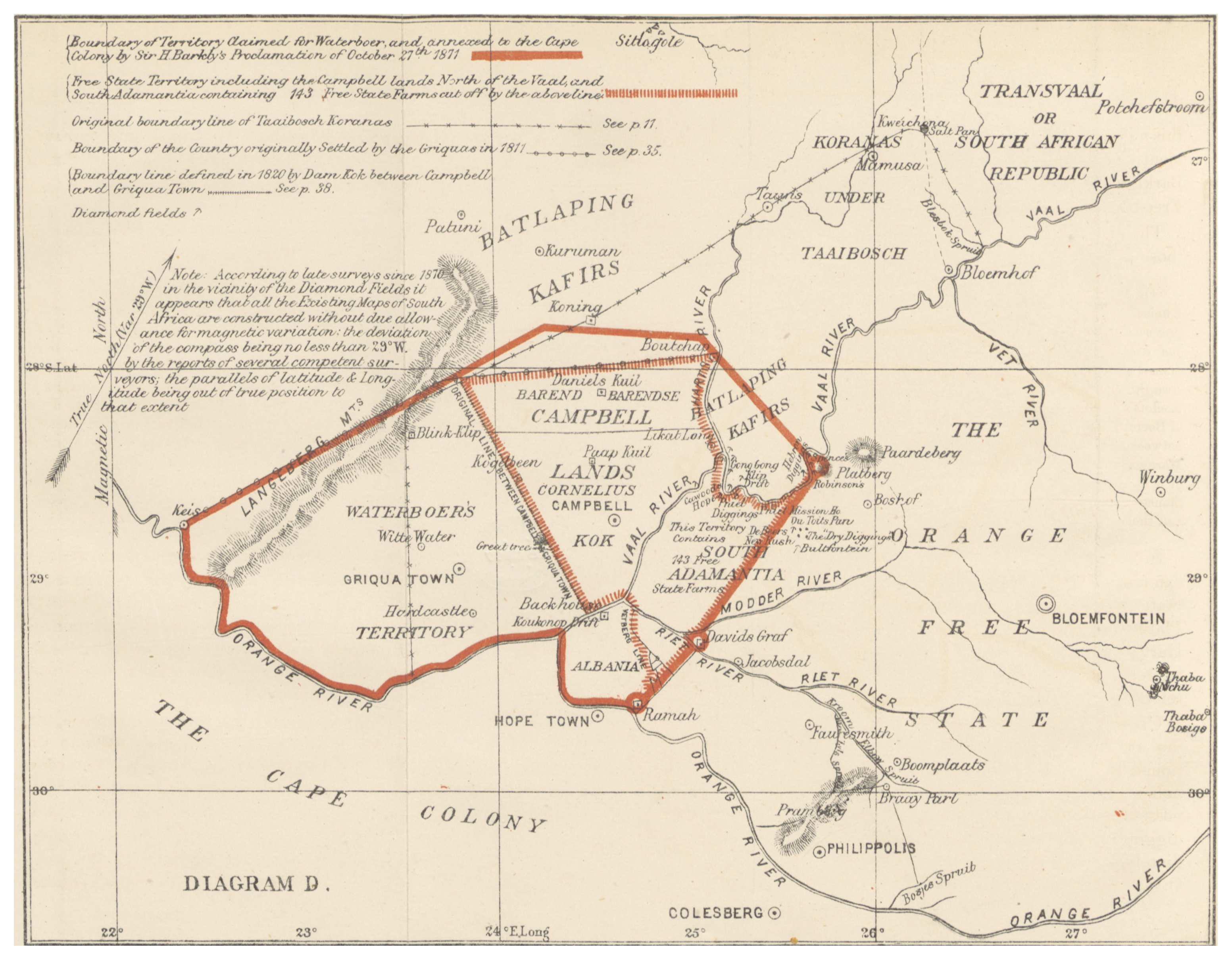
Карта (1873)

У 1870—1871 роках велика кількість старателів переїхала в Західний Грикваленд і оселилися на алмазних родовищах поблизу злиття річок Ваал і Оранж. Це була земля, через яку гриква регулярно пересувалися зі своїми стадами, і вона була додатково розташована частково на землі, на яку претендували як вождь гриква Ніколас Вотербур, так і бурська республіка Помаранчевої вільної держави.
У 1870 році президент Трансваалю Мартінус Вессель Преторіус оголосив алмазні родовища власністю бурів і встановив тимчасовий уряд над алмазними родовищами. Управління цим органом не влаштовувало бурів, копачів, грікуа чи корінне населення тсвана. Напруга між цими сторонами швидко зростала, поки Стаффорд Паркер, колишній британський моряк, не організував фракцію копачів, щоб вигнати всіх чиновників Трансваалю з цього району.

### Республіка диггерів (1870–71)
У поселенні Кліпдріфт 30 липня 1870 року Стаффорд Паркер проголосив незалежну республіку Кліпдріфт (також відому як Республіка диггерів та Республіка Західного Грикваленду), а також був обраний президентом. Кліпдрифт швидко перейменували в Паркертон на честь нового президента, який почав збирати податки (часто під дулом зброї). Фракції в Республіці також благали Британську імперію запровадити свою владу та анексувати територію.
До грудня того ж року близько 10 000 британських поселенців переселилися в нову республіку. Республіка розташовувалася біля річки Вааль, але проіснувала надзвичайно короткий час. Протягом наступного року бурські війська безуспішно намагалися повернути територію шляхом переговорів. Посередником попросили британського губернатора сера Генрі Барклі. Барклі створив Комітет Кіта, щоб заслухати докази, і в знаменитій «Премії Кіта» виніс рішення проти бурських республік і на користь Ніколаса Вотербура.

## Пряме британське правління (1871—1880)
На цьому етапі Вотербур запропонував передати територію під управління королеви Вікторії. Пропозиція була прийнята, і 27 жовтня 1871 року округ разом із деякими прилеглими територіями, на які претендував Трансвааль, було проголошено (під назвою Західна колонія Грикваленд) британською територією.

### Подальші територіальні суперечки

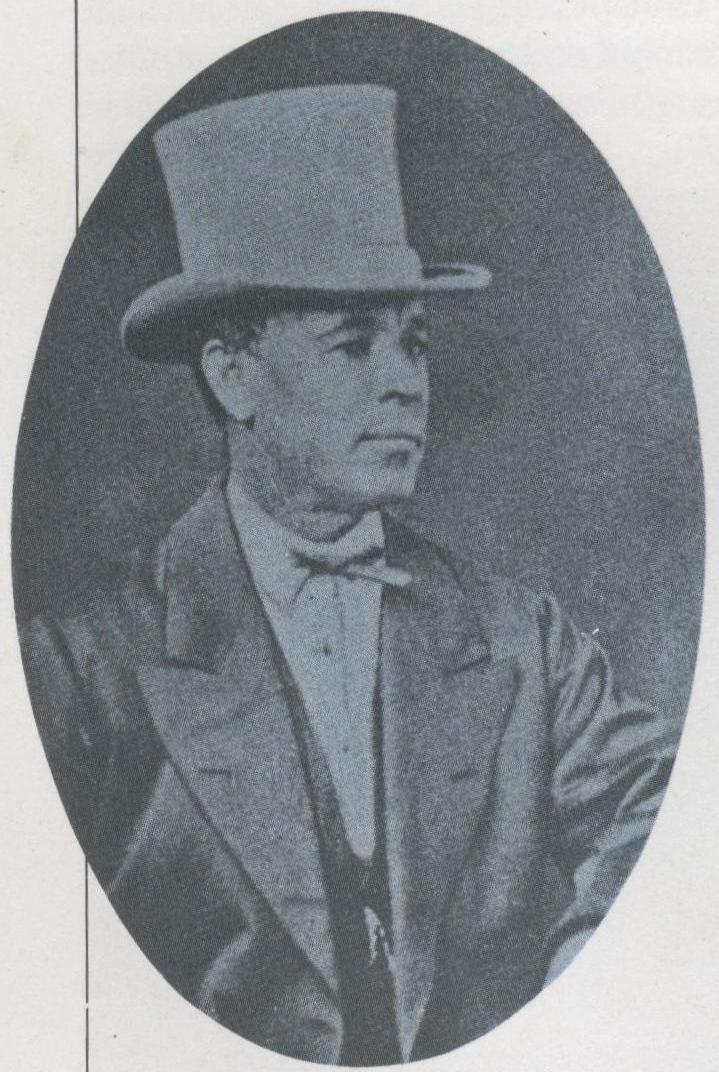
Девід Арнот, юрист і дипломат гриквa

Територіальні суперечки тривали навіть після британської анексії. Коли відбулася анексія, одна з партій Фольксрааду Оранжевої республіки хотіла розпочати війну з Британією, але мудріші поради її президента перемогли. Оранжева республіка не відмовилася від своїх претензій, вважаючи, що алмазні родовища є засобом відновлення кредиту та процвітання держави. Західний Грикваленд був фінансово нежиттєздатним і мав з собою величезний державний борг. Справа тривала тривалий час і викликала величезну напругу в південній Африці.
З огляду на претензії з боку Оранжевої республіки та влади гриква, у 1875 році під керівництвом судді Андрієса Стокенстрема було створено Західний земельний суд Грикваленду. Претензії Вотербура на алмазні родовища, які рішуче пред'являв його агент Девід Арнот, ґрунтувалися на договорі, укладеному його батьком з британцями в 1834 році, і на різних домовленостях з вождями Кок; Оранжева республіка обґрунтовувала свої вимоги купівлею суверенних прав Адама Кока та тривалою окупацією. Різниця між правом власності та суверенітетом плуталася або ігнорувалась. Було визнано, що Вотербур не мав влади в спірному районі. У вирішальному висновку Стокенстрьом постановив, що, оскільки народ грикаа був кочовим, вожді гриква (або «капітани») були правителями над народом, але не над фіксованою територією. Народ гриква також прибув у цю частину південної Африки трохи більше ніж 50 років тому, на початку ХІХ століття. Таким чином, капітани Гриква не автоматично отримували право володіти та розвивати всю землю, якою вони рухалися, а лише ті території, де вони оселилися. Іншими областями вони могли продовжувати пересуватися, але не отримували автоматичного права власності та розвитку. Це призвело до відмови у багатьох титулах, виданих потужним капітаном гриква Ніколасом Вотербуром, за межами його основних районів навколо Грикватауна та Албанії, також було відмовлено. Він також фактично виніс рішення на користь Оранжевої республіки. Це викликало фурор, оскільки були висунуті звинувачення в тому, що Стокенстрьом був упереджений і симпатизував президенту Оранжевої республіки Йоганнесу Бранду.
Форма резолюції зрештою з'явилася в липні 1876 року, коли Генрі Герберт, 4-й граф Карнарвон, на той час держсекретар у справах колоній, надав вільній державі виплату «в повному задоволенні всіх претензій, які вона, на її думку, може мати до Західного Грикваленду».
На думку доктора Теала, який написав історію бурських республік і був послідовним прихильником бурів, анексія Західного Грикваленду, ймовірно, відповідала інтересам Оранжевої республіки. «Британському суверенітету не було іншої альтернативи, крім незалежної алмазної республіки», — стверджує він. У цей час, головним чином через виснажливу боротьбу з Басото, бури Оранжевої республіки, як і їхні сусіди з Республіки Трансвааль, опинились у фінансовій скруті. Було запроваджено паперову валюту, і купюри, відомі як «блюбеки», незабаром впали менше ніж до половини номінальної вартості. Торгівля в основному здійснювалася шляхом бартеру, і в штаті траплялося багато випадків банкрутства. Але як британська анексія в 1877 році врятувала Трансвааль від банкрутства, так і приплив британських та інших іммігрантів на алмазні родовища на початку 1870-х років відновив державний кредит та індивідуальне процвітання бурів Вільної держави. Діамантові родовища були готовим ринком для худоби та іншої сільськогосподарської продукції. Гроші потекли в кишені селян. Було відновлено державний кредит. «блюбеки» відновили номінальну вартість, і були викликані та викуплені урядом. Цінні алмазні копальні також були виявлені в Оранжевій республіці, найбагатшою з яких є шахта в Ягерсфонтейні. Невдовзі надійшов капітал із Кімберлі та Лондона для їх роботи.

### Тиск на Капську колонію з метою анексії території
Після анексії Західного Грикваленду британці спочатку спробували включити його до складу Капської колонії та щоб анексувати його чинили значний тиск на Капський уряд. Новий прем'єр-міністр Капу Джон Молтено відмовився, посилаючись на величезний державний борг території, а також на заперечення частини корінних жителів і громад поселенців Грикваленду.
Місцевий контроль продовжував усе більше переходити від капітанів гриква до рук зростаючої спільноти копачів алмазних родовищ. Перспектива повного позбавлення повноважень у «Республіці алмазних полів» стала серйозною проблемою для гриква, що залишилися.
Під тиском лідер групи гриква Ніколас Вотербур, що перебуває в бойових діях, надсилає офіційний запит до Кабського уряду з проханням про реєстрацію; запит, який збігся з відновленням тиску на Капський уряд, щоб той погодився на союз.

## Союз з Капською колонією (1880)

Прапор Капської колонії з 1875 по 1910 рік

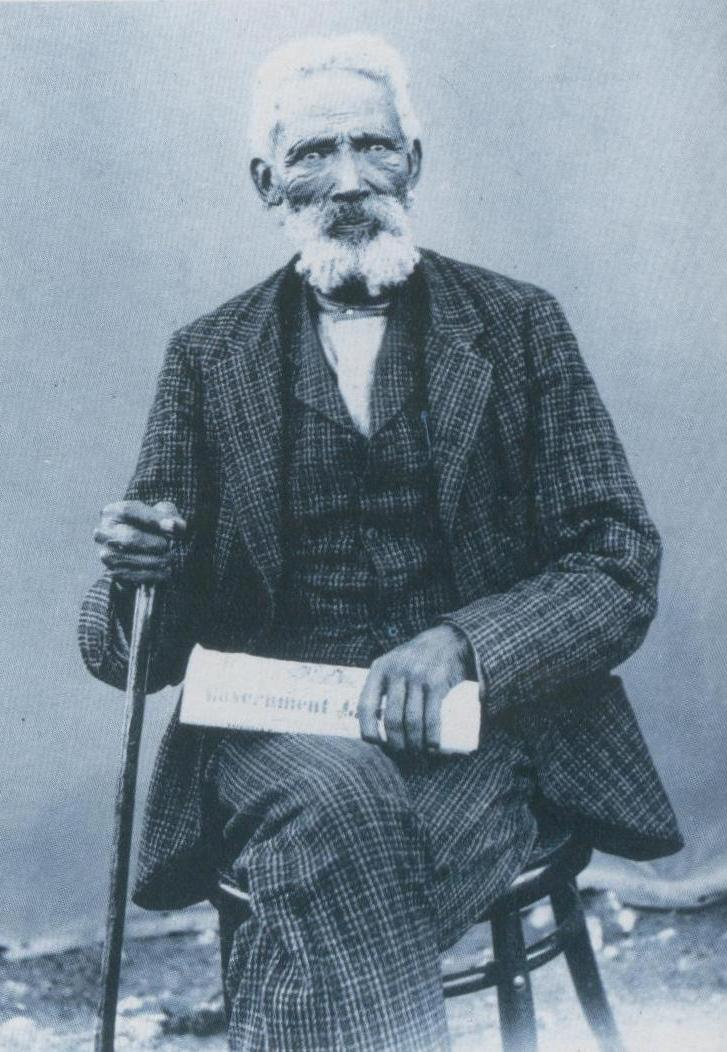
Каптейн Гриква Ніколас Вотербур.

Після того, як Ніколас Вотербур отримав запит на об'єднання з Капською колонією, почалися тривалі дебати щодо того, чи слід приєднати Західну Грикваленд до Капської колонії в конфедерацію чи приєднати її до Капської колонії в повному союзі. Першу точку зору підтримали лорд Карнарвон і Британський колоніальний офіс у Лондоні — як перший крок до об'єднання всієї південної Африки в конфедерацію, керовану Британією. Остання точка зору була висунута Капським парламентом, зокрема його вольовим прем'єр-міністром Джоном Молтено, який спочатку виступав проти будь-якої форми об'єднання з нестабільною та заборгованою територією, а тепер вимагав від Великої Британії доказів того, що місцеве населення буде консультувався в процесі. Підозрюючи британські мотиви, у 1876 році він відправився до Лондона як повноважний представник, щоб довести, що союз є єдиним життєздатним способом, за допомогою якого Капська Республіка може керувати розділеною та слаборозвиненою територією, і що однобока конфедерація не буде ні економічно, ні політично стабільно життєздатною. Коротше кажучи, Західний Грикваленд слід або об'єднати з Капською спільнотою, або залишити повністю незалежним від нього. Уклавши угоду з внутрішнім урядом і отримавши запевнення, що місцеві заперечення були заспокоєні, він прийняв Акт про анексію Західного Грикваленду 27 липня 1877 року.
У законі зазначено, що Західний Грикваленд матиме право обирати чотирьох представників до Капського парламенту, двох від Кімберлі та двох від регіону Барклі Вест. У 1882 році ця кількість була подвоєна (Закон 39 1882 року). Уряд Капу також запровадив свою нерасову систему кваліфікованої франшизи. Це означало, що всі чоловіки-резиденти могли претендувати на участь у виборах, причому вимоги щодо володіння майном для виборчого права застосовувалися однаково, незалежно від раси. Гриква привітали це, але були проти нещодавно прибулі копачі алмазних родовищ Кімберлі. У судовій системі місцевий генеральний прокурор гриква підпорядковувався Верховному суду Кейпу, який на цій території отримав одночасну юрисдикцію з Вищим судом Західного Грикваленду.
Реалізація акту була призначена на 18 жовтня 1880 року, коли Західний Грикваленд був офіційно об'єднаний з Капською колонією, а незабаром після цього — Східний Грикваленд.

## Сьогодення
Сьогодні бастери є окремою етнічною групою такого ж змішаного походження, що проживає в південно-центральній Намібії; Північний Кейп у Кемпбеллі та Грикватауні; (історична територія Західний Грикваленд); Західний Кейп (навколо невеликого поселення Флер-Грикув в Краншуку); і в Кокстаді.
Загальна популяція гриква невідома. Людей занурило кілька факторів. Найважливішим фактором була расистська політика епохи апартеїду, під час якої багато представників племені гриква взяли на себе мантію «кольорових», побоюючись, що їхнє коріння гриква може поставити їх на нижчий рівень порівняно з африканцями.
Генетичні дані вказують на те, що більшість нинішньої популяції гриква походить від європейців, предків койкой і тсвана, з невеликим відсотком предків бушменів.

## Правителі та адміністратори території

### Незалежні капітани гриква (1800—1871)
- Адам Кок I (1800—1820)

(Розкол 1820 року в нації Гриква)
- Андріс Вотербур (1820—1852)
- Ніколас Вотербур (1852—1896)

(Продовження династії в символічній ролі до наших днів)

### Британське імперське правління (1871—1880)[14]
- Комісар Джозеф Міллерд Орпен (27 жовтня 1871 — 10 січня 1873)
- Адміністратор, а потім лейтенант-губернатор Річард Сауті (10 січня 1873 — 3 серпня 1875)
- Лейтенант-губернатор Вільям Овен Ланьон (3 серпня 1875 — березень 1879)
- Віце-губернатор Джеймс Роуз Іннес (березень 1879 — 15 жовтня 1880)